# バーズ (アメリカのバンド)
バーズ（英語: The Byrds）は、アメリカ合衆国のロックバンドである。1964年にカリフォルニア州ロサンゼルスでロジャー・マッギン、ジーン・クラーク、デヴィッド・クロスビーによって結成され、その後すぐにベーシストのクリス・ヒルマンと、ドラマーのマイケル・クラークが加入した。
バーズは、1960年代から1970年代前半のフォークロックでは特に著名なバンドだった。ボブ・ディランがフォークとブルースにロックの融合を試み、一方でフォーク・リバイバル運動を担う若者がジャグ・バンドなどに親みつつビートルズや1966年以降のザ・ビーチ・ボーイズに影響を受ける中、バーズはディランの「ミスター・タンブリン・マン」でフォークロックの概念を確立させた。「ビートルズとボブ・ディランの中間」と定義する表現が散見されるように、バーズはフォークミュージックの温かな雰囲気と、ロックンロールのリズム感と豊かなハーモニーを融合させた独特の音楽性を持っていた。
「ローリング・ストーンの選ぶ歴史上最も偉大な100組のアーティスト」において第45位。

## 来歴

### ジェット・セット
後に創設メンバーとなるロジャー・マッギンとジーン・クラーク、デヴィッド・クロスビーは、それぞれソロ・フォーク歌手やフォークグループの一員として、ニューヨークやロサンゼルスのコーヒー・ハウスやクラブ(特にトルバドール・クラブ（en）、ウィスキー・ア・ゴーゴーなど)で活動していた。1964年、アメリカで生じたビートルズに代表されるブリティッシュ・インヴェイジョンに強い衝撃を受けたマッギンは、アコースティック・ギターでビートルズのカバー曲を演奏し始めた。トゥルバドール・クラブに出演していたマッギンはやがてクラークの勧誘を受け入れ、ピーター&ゴードンを意識したデュオグループを結成した。ビートルズの曲やビートルズ風にアレンジしたフォーク、自作曲を演奏するようになった2人は、共演経験のあったクロスビーを含めてバンドの結成に動いた。
1964年、ロサンゼルスで3人が"ジェット・セット(The Jet Sets)"を結成する。フォーク出身の3人は先述の通りビートルズに強い衝撃を受けており、マッギンを中心にロックンロールとフォークの融合を試みるようになった。クロスビーと親交があったジム・ディクソン（en:Jim Dickson (producer))はバンドの先進的音楽性を評価し、マネージャー兼プロデューサーに就任し、同業者のエディ・ティックナーに財務を任せた。同年半ば、マイケル・クラークがドラマーとして採用される。本来コンガ奏者でありドラムの演奏経験の無かったクラークの採用理由は、整った容姿と髪型であった。
バンドはディクソンと関わりのあったワールド・パシフィック・レコードのスタジオでシングル曲のデモ音源を制作したが、発売は叶わなかった。（後の1969年に『プリフライト（Preflyte en』として発売）。続いてエレクトラ・レコードと契約し、「プリーズ・レット・ミー・ラブ・ユー」(Please Let Me Love You)と「ドント・ビー・ロング」(Don't Be Long)を発売するが、大きな売上には繋がらなかった。またブリティッシュ・インヴェイジョン全盛期の音楽業界に対応するため、"ザ・ビーフィターズ(The Beefeaters)"とイギリス風に改称し短期間活動したが、やはり商業的成功は果たせなかった。一方で、ディクソンはボブ・ディラン作「ミスター・タンブリン・マン」(Mr. Tambourine Man)と題された未発表音源を入手し、ロック風のアレンジによるフォークロックの確立を進めた。ディクソンに招かれたスタジオで音源を試聴したディランは、｢おい、踊れるじゃないか!｣(Wow man! You can dance to that!)と驚いたとされる。
10月、マンドリン奏者として活動していたクリス・ヒルマンが、未経験にも関わらずベーシストとして採用される。ドラム初心者のクラークと同様、加入当初のヒルマンも演奏に参加できないことがあったが、そのブルーグラスやカントリー・ミュージックの趣向は、後年のバンドにおける音楽性の多様化に貢献した。
フォークロックの確立と並行して、メンバーは各々の容姿や楽器をビートルズに似せた(マッギンはジョージ・ハリスンに強い衝撃を受け、12弦ギターを購入している)。商業的には恵まれなかったものの、バンドは翌年以降の大成功に向けた大きな変化を遂げていた。そしてディクソンは知人を通じてマイルス・デイヴィスの援助を受け、コロムビア・レコードとの契約に成功する。2週間後、感謝祭のパーティ中にジェット・セットは"バーズ(The Byrds)"に改称する。

### フォーク・ロックからサイケデリック・ロック
1965年4月、「ミスター・タンブリン・マン」でデビューを果たす。同作からプロデューサーに就任したテリー・メルチャーは、バンドの演奏技術が十分に高まるまで、マッギンを除きスタジオミュージシャンで演奏を代行する措置を取った。同曲はビルボード・ホット100及び全英シングルチャートで1位に到達し、フォーク・ロック流行の契機となった。また7月に発売された同名のアルバムはビルボード・トップLPチャートで6位、全英アルバムチャートで7位を記録する大ヒット作となった。デビューから僅か4ヶ月で初の海外公演をイギリスで開き、「アメリカのビートルズへの回答」と評価された。続いて『旧約聖書』「コヘレトの言葉（伝道の書）」3章を楽曲化したピート・シーガー作「ターン・ターン・ターン」(Turn! Turn! Turn!)を10月に、同名のアルバムを12月に発売しチャートで最高11位を獲得した。同年「エド・サリヴァン・ショー」に出演を果たす。バンドの楽曲はディランなど他者の作品のカバー曲が多かったが、クラークやマッギンを中心に自作曲の制作が進められた。デビュー1年目で大成功を収めたバーズだが、マネージャーのジム・ディクソンとプロデューサーのテリー・メルチャーが対立したり、競合関係にあったRCAスタジオで録音した楽曲の発売をキャピトルが拒否するなど既に複数の問題を抱えていた。
1966年初頭、ジーン・クラークが飛行機恐怖症を理由に脱退する。3月、当時のサイケデリック・ムーブメントを取り入れた先進的な楽曲「霧の8マイル」(Eight Miles High)を発表する。同曲は世界初のサイケデリック・ロックとする見方もある。ロジャー・マッギンの12弦ギターが奏でるうねるような不協和音的イントロは、ジョン・コルトレーンの影響を多分に感じさせる。また、ラヴィ・シャンカールなどのインド音楽からの影響もあったことであろう。複数のラジオ局が麻薬体験を連想させるとの理由で同曲を放送禁止にしたが、後のビートルズの『リボルバー』などの作風に大きな影響を与えている。7月に同曲を含むアルバム『霧の5次元』(The Fifth Dimention)を発売。メンバーは活動を通じてビートルズやローリング・ストーンズなどイギリスのロックバンドと親しく交流した。クロスビーはジョージ・ハリスンにインドの弦楽器シタールを紹介し、間接的にビートルズの音楽性に大きく影響した。
1967年2月、コンセプト・アルバムとして先駆的作品の一つとなるアルバム『昨日よりも若く』(Younger Than Yesterday)を発売する。「ロックン・ロール・スター」(So You Want to Be a Rock 'n' Roll Star)ではヒュー・マセケラが参加。不協和音を用いた重厚感溢れる楽曲で評価が分かれたアルバム『霧の5次元』以降、マッギンの独裁に主にクロスビーが強く反発するようになり、メンバー間それぞれの不和軋轢が生じた。この頃から折からのヒッピー文化で浮かれる音楽ファンとロックバンドを担ぐ音楽業界を皮肉り、受け入れられない創作意欲への批判を嘆く厭世的な感傷（「昨日よりも若く」希望を、前進を。）を込めた社会風刺的な内容を発信するようになった。従来のサイケデリックな楽曲が流行したため、今度は実験的音楽や音響効果を最小限に留めたフォークロックに回帰したが、思索的な歌詞は支持されなかった。程なくビートルズのサイケデリック作品『サージェント・ペパーズ・ロンリー・ハーツ・クラブ・バンド』が大成功を収めたため、脚光を浴びる機会を逸した。デビューから3年間、チャート上位に様々な曲を送り続けたが、デビュー当時ほどの注目は得られなくなっていた。
『名うてのバード兄弟』(The Notorious Byrd Brothers)は1968年1月15日に発売された。録音はメンバー間の確執や多忙のため長期化し、6月から12月までを要した。バンドにおける役割への不満を理由にマイケル・クラークが脱退したため、8月以降はセッション・ドラマーを起用して制作が続けられた。作業が難航していたため、コロムビアは「ゴーイン・バック」(Goin' Back)の録音を提案した。「ゴーイン・バック」は、ジェリー・ゴフィンとキャロル・キング が制作し、既にダスティ・スプリングフィールドが1966年7月に発表した楽曲で、発売は制作が難航する『名うてのバード兄弟』に対する商業的措置であった。メンバーは同曲を録音し、11日後の10月20日に発売した。一方でクロスビーは自作曲「トライアド」(Triad)ではなく「ゴーイン・バック」を選んだ他メンバーと対立し、録音には参加しなかった。10月、マッギンとヒルマンがクロスビーの自宅を訪れ、解雇を通告した。クロスビーは自作曲の商業的失敗だけでなく、バーズが出演したモントレー・ポップ・フェスティバルでの演奏中に政治的意見を長々と語ったり、競争関係にあったバッファロー・スプリングフィールドと共演したことで他メンバーと決定的な対立関係にあったからである。クロスビーに代わってジーン・クラークがアルバムの完成に向けて再加入し、共に録音と数度の公演をこなしたものの、飛行機恐怖症によりニューヨークでの仕事に向かえず、3週間目で脱退した。アルバムの録音作業を通じてバンドの協調性及び結束力は崩れ、マッギンの独裁性がより強化された。

### カントリー・ロック
1968年までに3名を失ったバーズは、ヒルマンの従兄弟ケヴィン・ケリーをドラマーとして、グラム・パーソンズをキーボーディストとして採用する。カントリー・ミュージックの要素を持ち込んだパーソンズと彼を支持したヒルマンにより、バーズはサイケデリアから一転、カントリー・ロックの原初的作風を持った。3月、「グランド・オール・オプリ」にロックバンドとして初出演を果たし、マール・ハガードのカバー曲を演奏したが、一部の保守的な観衆から強い批判を受けた。またパーソンズは予定に反して自作曲「ヒッコリー・ウィンド」(Hickory Wind)を演奏し、メンバーと司会を困惑させた。バンドはパーソンズの強い要望に応じてテネシー州ナッシュビルに数か月滞在し、アルバム『ロデオの恋人』(Sweetheart of the Rodeo)の大半を同地で録音した。作業は順調に進んだものの、パーソンズは報酬の増額やバンドの改名(Gram Parsons and The Byrds)、自身が選んだミュージシャンの採用などの要求を突きつけてマッギンを圧迫し、予測不能かつ自己中心的な行動でメンバーや関係者を大いに困惑させた。パーソンズはバンド内で権力を掌握したように見えたが、契約の都合でリード・ボーカルを担当できず、数々の問題行動で支持者のヒルマンを失望させた。
アルバム完成後にバンドがイングランド公演を開催した際、ローリング・ストーンズのミック・ジャガーやキース・リチャーズと深い親交を結んだパーソンズは帰国を拒否し、彼らの自宅にしばらく滞在した。7月、パーソンズは同国の人種差別を口実に南アフリカ共和国での公演を拒否したことで直ちに解雇された。ギタリストを失ったバーズは、バンドのロード・マネージャーであったカルロス・バーナルを急遽起用して公演を乗り切った。8月に発売された『ロデオの恋人』は、後年カントリー・ロックの原点として称賛を受けるが、当時商業的には大失敗作となってしまった。

### ヒルマンの脱退と新体制

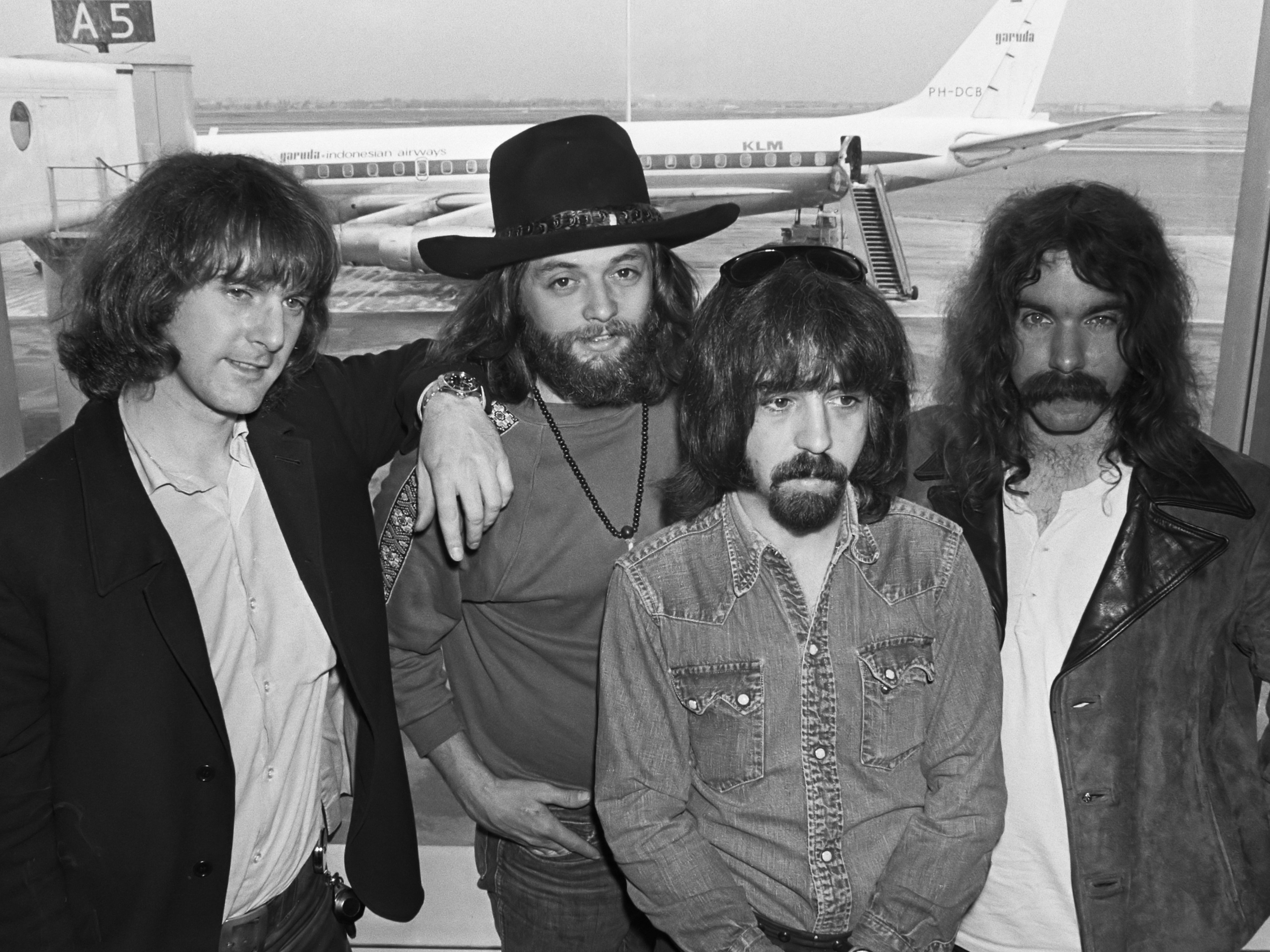
1970年、左からロジャー・マッギン、スキップ・バッティン、クラレンス・ホワイト、ジーン・パーソンズ

パーソンズの脱退後、ドラム演奏技術の問題により解雇されたケリーを継いだジーン・パーソンズ(グラムとの血縁関係はなし)とセッション・ギタリストであったクラレンス・ホワイトが採用される。9月、契約更改の際にコロムビアが支払った契約金の横領を試みた過去を持つマネージャーのラリー・スペクターの行動に激怒したヒルマンが脱退する。バンドにはスキップ・バッティンとジョン・ヨークが加入したが、創設時からのメンバーはマッギンのみになった。その後は公演活動に注力し、ホワイトのギターをはじめ、高い演奏能力でカントリー・ロックを演じるバンドとなる。1971年までに『バーズ博士とハイド氏』(Dr. Byrds & Mr. Hyde)、『イージー・ライダー』(Ballad of Easy Rider)、『（タイトルのないアルバム）』(Untitled)、『バードマニア』(Byrdmaniax)、『ファーザー・アロング』(Farther Along)などアルバム5作を発売するが、殆どの場合国内チャート下位に留まった。

### 解散と再編
1971年、アルバム『ファーザー・アロング』(Farther Along)の録音中、マッギンは秘密裏にクラーク、クロスビー、ヒルマン、クラークと会談し、バーズ再編について議論した。1972年、アサイラム・レコードが5人に十分な契約条件を提示したことで再編が決定し、新アルバムの制作が開始された。一方で、「バーズは5人しかいない(There are only ever five Byrds)」と述べるなど、初期の原型を留めていないバンドに批判的なクロスビーの提言を受け入れたマッギンは、1973年2月に活動休止中だった現行のバーズを解散し、新体制でアサイラム・レコードと契約を結ぶ。1973年に発売された『オリジナル・バーズ』(Byrds)はビルボード・トップLPチャートで20位に到達し、『ターン・ターン・ターン』以来の成功をバーズにもたらした。一方で本作からシングルカットされた作品はヒットしなかった。その後公演活動を短期間行い、同年中に解散した。解散前、5人は全員が揃わない限りバーズの名を使用して音楽活動をしないことで合意した。

### 解散後
ロジャー・マッギンとジーン・クラークはソロ活動に進んだ。デヴィッド・クロスビーは1968年にクロスビー・スティルス&ナッシュを結成、クリス・ヒルマンとグラム・パーソンズも同年フライング・ブリトー・ブラザーズを結成し、後にマイケル・クラークを迎えて活動した。度重なる問題行動により再びヒルマンに解雇されたパーソンズは、短期間のソロ活動を経て1973年に麻薬と酒の過剰摂取により死亡した。またクラレンス・ホワイトも同年交通事故により死去した。
1977年、マッギン、クラーク、ヒルマンが出演する21日間のヨーロッパツアーは、三者の関係悪化や関係者の契約不履行により途中終了した。しかし後に「マッギン・クラーク&ヒルマン」が結成され、アサイラムと契約した。1979年には日本公演を開催し、東京12チャンネルの「パイオニア・ステレオ音楽館」に出演した。シングル「ドント・ユー・ライト・ハー・オフ」(Don't You Write Her Off)がBillboard Hot 100で33位に到達するなど健闘し、評論家から高い評価を得ていたが、セカンドアルバムの録音中に精神と健康状態を悪化させたクラークが脱退する。バンドはマッギン&ヒルマンとして存続したが、十分な売上を立てられないまま両者の関係が決裂した1981年に解散した。
1985年、「ミスター・タンブリン・マン」発売20周年を控え、ジーン・クラークはマイケル・クラークを除く創設メンバー3人に再結成を提案したが、全員に拒否される。そのためクラークはザ・バンドのリック・ダンコら無関係なミュージシャンを集めたバンドを率いて記念公演を成功させたが、バーズを名乗ったことで他メンバーから非難を受けた。マイケル・クラークもスキップ・バッティンと組んで「ザ・バーズ・フィーチャリング・マイケル・クラーク」と称するバンドを結成し、一定の成功を収めた。クラークはバーズの名を商標登録しようとしたため、マッギンとクロスビー、ヒルマンから民事訴訟を起こされるが、1989年に勝訴している。
1990年、マッギンとクロスビーに加え、デザート・ローズ・バンドを率いるヒルマンがオハイオ州クリーブランドで開催されたロイ・オービソン追悼公演に出演し、ボブ・ディランと共演を果たした。同年にリリースされたボックスセット『Byrds』では、マッギン、クロスビー、ヒルマンによるスタジオレコーディングの新曲が3曲収録された。1991年にバーズはロックの殿堂に認定され、授賞式に創設メンバー5人が出席した。同年、ジーン・クラークが心筋梗塞で、続いて1993年にマイケル・クラークが肝不全で死去した。
2002年にケヴィン・ケリーが死去、次いでスキップ・バッティンがアルツハイマー病との闘病の末2003年に死去した。2003年、マッギン、クロスビー、ヒルマンがロサンゼルスで3度目の共演を果たす。2023年、新型コロナウイルスに感染していたクロスビーが死去した。2024年現在、存命で音楽活動を行なっている元メンバーはロジャー・マッギン、クリス・ヒルマン、ジーン・パーソンズ、ジョン・ヨークである。

## 在籍メンバー
| 名前                                              | プロフィール                                                                            | 担当                           | 在籍期間                                 |
| ------------------------------------------------- | --------------------------------------------------------------------------------------- | ------------------------------ | ---------------------------------------- |
| - ロジャー・マッギン - （英語: Roger McGuinn）    | - 1942年7月13日（82歳） - アメリカ合衆国 イリノイ州シカゴ                               | - ボーカル - ギター            | 1964年 - 1973年                          |
| - ジーン・クラーク - （英語: Gene Clark）         | - 1944年11月17日 - 1991年5月24日（46歳没） - アメリカ合衆国 ミズーリ州ティプトン        | - ボーカル - タンブリン        | 1964年 - 1966年、1967年、1972年 - 1973年 |
| - デヴィッド・クロスビー - （英語: David Crosby） | - 1941年8月14日 - 2023年1月18日（81歳没） - アメリカ合衆国 カリフォルニア州ロサンゼルス | - ボーカル - ギター            | 1964年 - 1967年、1972年 - 1973年         |
| - マイケル・クラーク - （英語: Michael Clarke）   | - 1946年6月3日 - 1993年12月19日（47歳没） - アメリカ合衆国 ワシントン州スポケーン       | ドラム                         | 1964年 - 1967年、1972年 - 1973年         |
| - クリス・ヒルマン - （英語: Chris Hillman）      | - 1944年12月4日（80歳） - アメリカ合衆国 カリフォルニア州サンディエゴ                   | - ベース - ボーカル            | 1964年 - 1968年、1972年 - 1973年         |
| - ケヴィン・ケリー - （英語: Kevin Kelley）       | - 1943年3月25日 - 2002年4月6日（59歳没） - アメリカ合衆国 カリフォルニア州ロサンゼルス  | ドラム                         | 1968年                                   |
| - グラム・パーソンズ - （英語: Gram Parsons）     | - 1946年11月5日 - 1973年9月19日（26歳没） - アメリカ合衆国 フロリダ州ウィンターヘブン   | - キーボード - ギター          | 1968年                                   |
| - クラレンス・ホワイト - （英語: Clarence White） | - 1944年6月7日 - 1973年7月15日（29歳没） - アメリカ合衆国 メイン州ルイストン            | ギター                         | 1968年 - 1973年                          |
| - ジーン・パーソンズ - （英語: Gene Parsons）     | - 1944年9月19日（80歳） - アメリカ合衆国 カリフォルニア州モロンゴバレー                 | - ドラム - ギター - マンドリン | 1968年 - 1972年                          |
| - ジョン・ヨーク - （英語: John York）            | - 1946年8月3日（78歳） - アメリカ合衆国 ニューヨーク州ホワイトプレインズ                | - ベース - ギター              | 1968年 - 1969年                          |
| - スキップ・バッティン - （英語: Skip Battin）    | - 1934年2月18日 - 2003年6月6日（69歳没） - アメリカ合衆国 オハイオ州ガリポリス          | - ベース - ボーカル            | 1969年 - 1973年                          |

- ロジャー・マッギンは当初ジム・マッギン(Jim McGuinn)を名乗っていたが、当時信仰していた宗教上の理由により1967年に改名している。
- ジーン・クラークとマイケル・クラーク、グラム・パーソンズとジーン・パーソンズに縁戚関係は無い。

## ディスコグラフィ

### オリジナル・アルバム
- 『ミスター・タンブリン・マン』 - Mr. Tambourine Man（1965年)
- 『ターン・ターン・ターン』 - Turn! Turn! Turn!（1965年）
- 『霧の5次元』 - Fifth Dimension（1966年）
- 『昨日よりも若く』 - Younger Than Yesterday（1967年）
- 『名うてのバード兄弟』 - The Notorious Byrd Brothers（1968年）
- 『ロデオの恋人』 - Sweetheart Of The Rodeo（1968年）
- 『バーズ博士とハイド氏』 - Dr.Byrds & Mr.Hyde（1969年）
- 『イージー・ライダー 』 - Ballad of Easy Rider（1969年）
- 『（タイトルのないアルバム）』 - (Untitled)（1970年）
- 『バードマニア』 - Byrdmaniax（1971年）
- 『ファーザー・アロング』 - Farther Along（1971年）
- 『オリジナル・バーズ』 - Byrds（1973年）

### ベスト・アルバム
- 『グレイテスト・ヒッツ』 - The Byrds' Greatest Hits（1967年）
- 『ザ・ベスト・オブ・ザ・バーズ - グレイテスト・ヒッツ・ヴォリュームII』 - The Best Of The Byrds - Greatest Hits, Volume II（1971年）

### ライブ・アルバム
- 『ライヴ・アット・ザ・フィルモア 1969』 - Live At The Fillmore - February 1969（2000年）

### シングル
| #                                             | タイトル                                                              | 発売年月日     | 最高位 | 最高位 | 収録アルバム                  |
| #                                             | タイトル                                                              | 発売年月日     | U.S.   | UK     | 収録アルバム                  |
| --------------------------------------------- | --------------------------------------------------------------------- | -------------- | ------ | ------ | ----------------------------- |
| 1                                             | Please Let Me Love You / Don't Be Long                                | 1964年10月7日  | -      | -      | ※オリジナル・アルバム未収録   |
| 2                                             | Mr. Tambourine Man / I Knew I'd Want You                              | 1965年4月12日  | 1      | 1      | Mr. Tambourine Man            |
| 3                                             | All I Really Want to Do                                               | 1965年6月14日  | 40     | 4      | Mr. Tambourine Man            |
| 3                                             | I'll Feel a Whole Lot Better (B-side)                                 | 1965年6月14日  | 103    | -      | Mr. Tambourine Man            |
| 4                                             | Turn! Turn! Turn! / "She Don't Care About Time                        | 1965年10月1日  | 1      | 26     | Turn! Turn! Turn!             |
| 5                                             | Set You Free This Time                                                | 1966年1月10日  | 79     | -      | Turn! Turn! Turn!             |
| 5                                             | It Won't Be Wrong (B-side)                                            | 1966年1月10日  | 63     | -      | Turn! Turn! Turn!             |
| 6                                             | It Won't Be Wrong / Set You Free This Time                            | 1966年2月18日  | -      | -      | Turn! Turn! Turn!             |
| 7                                             | Eight Miles High / Why                                                | 1966年3月14日  | 14     | 24     | Fifth Dimension               |
| 8                                             | 5D (Fifth Dimension) / Captain Soul                                   | 1966年6月13日  | 44     | -      | Fifth Dimension               |
| 9                                             | Mr. Spaceman / What's Happening?!?!                                   | 1966年9月6日   | 36     | -      | Fifth Dimension               |
| 10                                            | So You Want to Be a Rock 'n' Roll Star / Everybody's Been Burned      | 1967年1月9日   | 29     | -      | Younger Than Yesterday        |
| 11                                            | My Back Pages / Renaissance Fair                                      | 1967年3月13日  | 30     | -      | Younger Than Yesterday        |
| 12                                            | Have You Seen Her Face / Don't Make Waves                             | 1967年5月22日  | 74     | -      | Younger Than Yesterday        |
| 13                                            | Lady Friend / Old John Robertson                                      | 1967年7月13日  | 82     | -      | ※オリジナル・アルバム未収録   |
| 14                                            | Lady Friend / Don't Make Waves                                        | 1967年9月      | -      | -      | ※オリジナル・アルバム未収録   |
| 15                                            | Goin' Back / Change Is Now                                            | 1967年10月20日 | 89     | -      | The Notorious Byrd Brothers   |
| 16                                            | You Ain't Goin' Nowhere / Artificial Energy                           | 1968年4月2日   | 74     | 45     | Sweetheart of the Rodeo       |
| 17                                            | I Am a Pilgrim / Pretty Boy Floyd                                     | 1968年9月2日   | -      | -      | Sweetheart of the Rodeo       |
| 18                                            | Bad Night at the Whiskey / Drug Store Truck Drivin' Man               | 1969年1月7日   | -      | -      | Dr. Byrds & Mr. Hyde          |
| 19                                            | Lay Lady Lay / Old Blue                                               | 1969年5月2日   | 132    | -      | ※オリジナル・アルバム未収録曲 |
| 20                                            | Wasn't Born to Follow / Child of the Universe                         | 1969年9月26日  | -      | -      | The Notorious Byrd Brothers   |
| 21                                            | Ballad of Easy Rider / Oil in My Lamp                                 | 1969年10月1日  | 65     | -      | Ballad of Easy Rider          |
| 22                                            | Jesus Is Just Alright / It's All Over Now, Baby Blue                  | 1969年12月15日 | 97     | -      | Ballad of Easy Rider          |
| 23                                            | Chestnut Mare / Just a Season                                         | 1970年10月23日 | 121    | 19     | (Untitled)                    |
| 24                                            | I Trust (Everything Is Gonna Work Out Alright) / (Is This) My Destiny | 1971年5月7日   | -      | -      | Byrdmaniax                    |
| 25                                            | Glory, Glory / Citizen Kane                                           | 1971年8月20日  | 110    | -      | Byrdmaniax                    |
| 26                                            | America's Great National Pastime / Farther Along                      | 1971年11月29日 | -      | -      | Farther Along                 |
| 27                                            | Full Circle / Long Live the King                                      | 1973年4月11日  | 109    | -      | Byrds                         |
| 28                                            | Things Will Be Better / For Free                                      | 1973年4月24日  | -      | -      | Byrds                         |
| 29                                            | Cowgirl in the Sand / Long Live the King                              | 1973年6月      | -      | -      | Byrds                         |
| 30                                            | Full Circle / Things Will Be Better                                   | 1975年8月8日   | -      | -      | Byrds                         |
| 「-」はチャート圏外もしくは未認定を意味する。 |                                                                       |                |        |        |                               |